# David de Pina
David Daniel „Dany” Varela de Pina (ur. 7 sierpnia 1996 w Santa Cruz) – bokser wagi muszej, reprezentant Republiki Zielonego Przylądka. Brązowy medalista na Letnich Igrzyskach Olimpijskich 2024 w Paryżu, pierwszy medalista olimpijski w historii swojego kraju.

## Kariera
David de Pina rozpoczął swoją przygodę z boksem w 2002 roku w Santa Cruz. Następnie przeniósł się do Portugalii, gdzie trenował w Privilégio BC w Lizbonie pod okiem Bruno Carvalho, Carlosa Giannoniego i Jaime Felixa.
W 2016 roku wziął udział w Afrykańskich Kwalifikacjach Olimpijskich w Jaunde, gdzie przegrał 0:3 w walce z Simplique Fotchalą, w 1/8 finału. Podczas Afrykańskich Kwalifikacji Olimpijskich 2020 w Dakarze przegrał 2-3 z Patrickiem Chinyembą w rundzie wstępnej, ale otrzymał dziką kartę do udziału w Igrzyskach Olimpijskich 2020 w Tokio. Na IO przegrał w 1/8 finału z Shahobiddinem Zoirovem.
W 2022 roku zdobył brązowy medal na Mistrzostwach Afryki w Maputo. Następnie wziął udział w Mistrzostwach Świata 2023 w Taszkiencie, gdzie w pierwszej rundzie nieznacznie przegrał 3:4 z Jabalim Breedym.
W I Turnieju Kwalifikacyjnym do Igrzysk Olimpijskich 2024 w Busto Arsizio w pierwszej rundzie pokonał Martína Molinę, następnie został wyeliminowany przez Kim Inkyu. W II Turnieju Kwalifikacyjnym do Igrzysk Olimpijskich 2024 w Bangkoku wywalczył miejsce na Igrzyskach Olimpijskich 2024 w Paryżu, pokonując po drodze Omera Ametovicia, Chun Tama, Dmytro Samotajewa i Mahdiego Parviziego.
Był jednym z dwóch chorążych reprezentacji swojego kraju podczas ceremonii otwarcia Igrzysk w Paryżu. Wystąpił w kategorii do 51 kg, gdzie wygrywał kolejno z Thitisanem Panmodem i Patrickiem Chinyembą. Odpadł w półfinale, przegrywając walkę z późniejszym Mistrzem Olimpijskim w tej kategorii – Hasanboyem Doʻsmatovem. Dzięki występowi w półfinale zdobył brązowy medal, który jest pierwszym medalem olimpijskim w jakiejkolwiek dyscyplinie dla Republiki Zielonego Przylądka.

## Życie prywatne
Żonaty, ojciec dwójki dzieci. Po przeprowadzce do Portugalii pracował dorywczo w branży budowlanej, aby zarobić na utrzymanie rodziny.